# Czarna (gromada w powiecie łańcuckim)
Czarna – dawna gromada, czyli najmniejsza jednostka podziału terytorialnego Polskiej Rzeczypospolitej Ludowej w latach 1954–1972.
Gromady, z gromadzkimi radami narodowymi (GRN) jako organami władzy najniższego stopnia na wsi, funkcjonowały od reformy reorganizującej administrację wiejską przeprowadzonej jesienią 1954 do momentu ich zniesienia z dniem 1 stycznia 1973, tym samym wypierając organizację gminną w latach 1954–1972.
Gromadę Czarna z siedzibą GRN w Czarnej utworzono – jako jedną z 8759 gromad na obszarze Polski – w powiecie łańcuckim w woj. rzeszowskim na mocy uchwały nr 27/54 WRN w Rzeszowie z dnia 5 października 1954. W skład jednostki weszły obszary dotychczasowych gromad Czarna i Wola Mała (bez części obszaru wchodzącej w skład nowo utworzonej gromady Wola Dalsza) ze zniesionej gminy Czarna w tymże powiecie. Dla gromady ustalono 18 członków gromadzkiej rady narodowej.
1 stycznia 1959 z gromady Czarna wyłączono część wsi Mała Wola o pow. 7,8 ha, włączając ją do miasta Łańcuta w tymże powiecie.
Gromada przetrwała do końca 1972 roku, czyli do kolejnej reformy gminnej. 1 stycznia 1973 w powiecie łańcuckim reaktywowano gminę Czarna.